# Piteå Stadsbuss
Piteå Stadsbuss är sedan 1 juni 2021 varumärket på stadsbusstrafiken i Piteå kommun. Kommunen ansvarar för trafiken och den utförs av Nobina enligt ett upphandlat avtal över 10 år från den 1 juli 2021.

## Nuvarande linjenät
Det finns sex linjer, linje 1-5 och Citylinjen. Alla trafikeras av elbussar av märket BYD. Sedan augusti 2021 har linjerna samma nummer åt båda hållen.
| Linje      | Sträckning                                                                           |
| ---------- | ------------------------------------------------------------------------------------ |
| 1          | Framnäs - Centrum - Munksund - Havsbadet (Havsbadet endast sommar)                   |
| 2          | Hällans Hälsocentral - Centrum - Sjukhuset                                           |
| 3          | Sjukhuset - Centrum - Djupviken - Centrum - Sjukhuset                                |
| 4          | Hortlax - Centrum - Skuthamn                                                         |
| 5          | Centrum - Svartudden - Strömnäs skola - Pitholmsskolan (Trafikeras endast skoldagar) |
| Citylinjen | Buss som går i en slinga runt centrum.                                               |